# Tuffi ai Giochi della XV Olimpiade - Trampolino femminile
La competizione del trampolino femminile  di tuffi ai Giochi della XV Olimpiade si è svolta nei giorni 27 e 28 luglio 1952 allo stadio olimpico del nuoto di Helsinki.

## Programma
| Data           | Round          | Note                                     |
| -------------- | -------------- | ---------------------------------------- |
| 27 luglio 1952 | Qualificazioni | 5 tuffi liberi. Le migliori 8 in finale. |
| 28 luglio 1952 | Finale         | 5 tuffi liberi.                          |

## Risultati

### Qualificazioni
| Pos. | Atleta                        | Nazione          | Punteggio singoli tuffi | Punteggio singoli tuffi | Punteggio singoli tuffi | Punteggio singoli tuffi | Punteggio singoli tuffi | Totale |
| Pos. | Atleta                        | Nazione          | 1º                      | 2º                      | 3º                      | 4º                      | 5º                      | Totale |
| ---- | ----------------------------- | ---------------- | ----------------------- | ----------------------- | ----------------------- | ----------------------- | ----------------------- | ------ |
| 1    | Pat McCormick                 | Stati Uniti      | 12,24                   | 14,11                   | 16,15                   | 12,75                   | 16,60                   | 71,85  |
| 2    | Mady Moreau                   | Francia          | 12,41                   | 13,12                   | 15,58                   | 10,54                   | 16,00                   | 67,65  |
| 3    | Charmain Welsh                | Gran Bretagna    | 11,22                   | 12,54                   | 12,60                   | 11,05                   | 11,73                   | 59,14  |
| 4    | Ninel' Krutova                | Unione Sovietica | 9,92                    | 10,88                   | 12,35                   | 10,03                   | 13,00                   | 56,18  |
| 5    | Nicole Péllissard-Darrigrand  | Francia          | 9,86                    | 11,39                   | 12,79                   | 10,05                   | 11,66                   | 55,69  |
| 6    | Phyllis Ann Long              | Gran Bretagna    | 11,73                   | 7,14                    | 12,24                   | 12,73                   | 10,98                   | 54,82  |
| 7    | Lyubov Zhigalova              | Unione Sovietica | 10,40                   | 9,86                    | 10,40                   | 9,52                    | 14,00                   | 54,18  |
| 8    | Zoe Ann Olsen-Jensen          | Stati Uniti      | 15,00                   | 11,20                   | 9,48                    | 3,20                    | 15,20                   | 54,09  |
| 9    | Carol Frick                   | Stati Uniti      | 10,20                   | 11,04                   | 7,98                    | 11,56                   | 12,19                   | 52,97  |
| 10   | Valentina Chumicheva          | Unione Sovietica | 8,00                    | 10,37                   | 12,00                   | 9,18                    | 12,60                   | 52,15  |
| 11   | Dorothy Drew                  | Gran Bretagna    | 11,73                   | 9,60                    | 12,35                   | 12,92                   | 4,68                    | 51,28  |
| 12   | Elizabet van den Horn         | Paesi Bassi      | 11,34                   | 8,33                    | 10,07                   | 9,30                    | 10,40                   | 49,44  |
| 13   | Anna-Stina Wahlberg-Baidinger | Svezia           | 10,50                   | 12,24                   | 10,83                   | 13,30                   | 1,60                    | 48,47  |
| 14   | Helena Lanting-Keller         | Paesi Bassi      | 9,18                    | 5,10                    | 12,35                   | 8,70                    | 12,00                   | 47,33  |
| 15   | Masami Miyamoto               | Giappone         | 7,65                    | 9,12                    | 11,02                   | 10,45                   | 8,64                    | 46,88  |

### Finale
| Pos.    | Atleta                       | Nazione          | Qualificazione | Punteggio singoli tuffi | Punteggio singoli tuffi | Punteggio singoli tuffi | Punteggio singoli tuffi | Punteggio singoli tuffi | Totale |
| Pos.    | Atleta                       | Nazione          | Qualificazione | 1º                      | 2º                      | 3º                      | 4º                      | 5º                      | Totale |
| ------- | ---------------------------- | ---------------- | -------------- | ----------------------- | ----------------------- | ----------------------- | ----------------------- | ----------------------- | ------ |
| Oro     | Pat McCormick                | Stati Uniti      | 71,85          | 12,60                   | 15,96                   | 18,92                   | 13,02                   | 14,95                   | 147,30 |
| Argento | Mady Moreau                  | Francia          | 67,65          | 14,70                   | 11,97                   | 15,40                   | 14,44                   | 15,18                   | 139,34 |
| Bronzo  | Zoe Ann Olsen-Jensen         | Stati Uniti      | 54,09          | 11,25                   | 14,96                   | 14,28                   | 14,82                   | 18,17                   | 127,57 |
| 4       | Ninel' Krutova               | Unione Sovietica | 56,18          | 11,60                   | 12,20                   | 11,78                   | 13,34                   | 11,76                   | 116,86 |
| 5       | Charmain Welsh               | Gran Bretagna    | 59,14          | 11,56                   | 11,70                   | 9,46                    | 10,08                   | 14,44                   | 116,38 |
| 6       | Lyubov Zhigalova             | Unione Sovietica | 54,18          | 12,54                   | 14,26                   | 11,34                   | 8,40                    | 13,11                   | 113,83 |
| 7       | Nicole Péllissard-Darrigrand | Francia          | 55,69          | 9,60                    | 10,80                   | 15,62                   | 9,69                    | 10,58                   | 111,98 |
| 8       | Phyllis Ann Long             | Gran Bretagna    | 54,82          | 11,56                   | 10,80                   | 10,50                   | 11,02                   | 10,12                   | 108,82 |